# 介護ロボット
介護ロボット（かいごロボット）とは、介護をされる者の自立を助けたり、介護職の行っている業務の手助けをするロボット。
2024年6月、経済産業省と厚生労働省は「介護テクノロジー利用の重点分野」（旧称：ロボット技術の介護利用における重点分野）を改訂し、従来の6分野に加え、機能訓練支援、食事・栄養管理支援、認知症生活支援・認知症ケア支援の3分野を新たに追加した。これは、高齢化社会の進行に伴う介護需要の多様化と、介護現場の人手不足に対応するためである。
経済産業省では「生活支援ロボット」という呼称を使用する場合もある。

## 概要
高齢者人口の増加や介護職の不足により、日本政府によって開発や導入が進められてもいる。日本政府は2015年より介護ロボットの利用料の9割を介護保険で補助するなど、普及を促進している。
経済産業省の試算によれば、日本国内の介護ロボット市場は2015年は167億円であり、高齢化がさらに進む2035年には4,000億円にまでなる見込みとのこと。
2013年には国際標準化機構によって介護ロボットの国際安全基準として、サービスロボットや生活支援ロボットの安全規格(ISO13482)が日本主導で作られ、2014年2月1日に発行された。すでに国内メーカーでは、12機種のロボットがこの規格を取得している。
厚生労働省は介護ロボットを実用化させるという事業を実施している。厚生労働省によれば、急激な高齢化による介護の増加、核家族化の進行など状況は変化してきており、介護者においても腰痛などの問題が指摘されるなど、人材確保をする上で働きやすい職場環境を構築することが重要となっている。このような中で日本の高度なロボット技術を介護に活用することが期待されている。
しかし介護ロボットは高価であり、介護現場における設備として導入が順調に進んでいる状況とは言えない。老人ホームなどでは徐々に普及はされているものの、一般の家庭への導入は現段階では難しいとされている。厚生労働省は、2020年8月より介護現場及び、介護ロボットの開発企業に対する相談窓口や介護ロボットの実証を支援するリビングラボ、その他200以上の協力施設から構成されるプラットフォームを始動し、開発と普及の促進に取り組んでいる。
今後、日本は超高齢化社会に突入し、2036年には65歳以上の人口が33.3%(3人に1人)に到達、その後も割合は増え続けると予想される。介護士の不足や負担の増加、老々介護、ワンオペ介護などのさまざまな問題に直面すると考えられるため早急な開発と普及が求められている。

## 分類
- 移乗支援[8][9] - ベッドや車いす、便器の間の移乗に用いる。装着型と非装着型に分類される。
  - HAL（サイバーダイン社製） - 装着型。
  - リショーネPlus（パナソニックエイジフリー株式会社製） - 非装着型。
  - ロボヘルパーSASUKE -
  - HugT1 -

- 移動支援 - 高齢者の屋内移動、または屋外移動を補助する。装着型と非装着型に分類される。
  - aLQ（アルク） - 装着型。
  - 体重支持型歩行アシスト（HONDA製） - 装着型。
  - ロボットアシストウォーカーRT.１ - 非装着型。
  - RoboCart（サイバーダイン社製） - 非装着型。
  - ケイプ（アイザック社製） - 後ろから乗り込むことで、介護者の負担も軽減した（移乗支援を兼ねた）ユニークな構造の車いすロボット[10][11][12]。

- 排泄支援 - トイレ誘導・排泄物の処理・排泄動作支援に分類。
  - DFree（DFree株式会社製） - 排泄予測支援機器[13]。
  - リリアムα-200（リリアム大塚製） - 尿量確認デバイス[14]。
  - ベッドサイド水洗トイレ（TOTO製） - TOTOと関東学院大学が共同開発。第6回ロボット大賞において、サービスロボット部門優秀賞を受賞[15][16]。
  - キューレット（アロン化成製） - 真空式水洗ポータブルトイレ。2016年6月販売開始[17]。
  - SATOILET（サットイレ）（がまかつ社製） - 排泄動作支援機器[18]。
  - 楽々きれっと（株式会社岡田製作所製） - ポータブルトイレに組み込まれた、世界で初めての排泄支援ロボット。ロボットアームが臀部に残った水分を自動で拭き取るので、介護者に臀部を拭かれる抵抗感や不快感を払拭[19][20]。

- 見守り・コミュニケーション - 高齢者の動作をセンサーで感知し、感知した情報を介護スタッフなどに伝達する。
  - あのね（セコム） - 「BOCCO」（ユカイ工学製）をベースに、セコムとディー・エヌ・エー(DeNA)が共同開発。シニアのQOL向上を目指すコミュニケーションサービス[21]。
  - いまイルモ（ソルクシーズ製） - センサーによる見守り支援システム[22]。
  - シルエット見守りセンサ（キング通信工業製） - 見守り対象者の動きをシルエットで判別する[23]。
  - Neos＋Care（ネオスケア）（ノーリツプレシジョン製） - 3次元電子マット式見守りシステム[24]。
  - PALRO（富士ソフト製） - 会話の出来る癒し系コミュニケーションロボット[25]。
  - BOCCO emo LTEモデル（ネコリコ製） -  「BOCCO」（ユカイ工学製）をベースに開発した、人と人をつなぐコミュニケーションロボット。部屋の状態も見守り、危険があれば、利用者に発話して伝える[26]。
  - LOVOT（ラボット）（GROOVE X製） - 高齢者の見守りにも適したペット型ロボット[27]。
  - Romi（ロミィ）（MIXI製） - 会話AIロボット[28]。

- 入浴支援 - 浴室から浴槽に移動する際や、湯船につかるまでの一連の動作を支援。
  - バスリフト（TOTO製） - 電動でシートが昇降することで、入浴介助の負担を軽減する。
  - Wells（積水ホームテクノ株式会社製） - 介護用浴室。
  - 美浴（びあみ）シリーズ（エア・ウォーター産業・医療ガス株式会社制） - 介護用シャワー入浴装置。
  - SATBATH（サットバス）（がまかつ社製） - 移乗支援機器。

- 介護業務支援 - 介護ロボットが収集した情報（見守り・移動支援・排泄支援データ）を蓄積し、高齢者への支援に活用する機器。
  - SCOP（善光総合研究所製） - 無料で使えるスマート介護プラットフォーム。
  - FTCare-i（エフティーケア・アイ）（エフトス社製） - 業務支援システム。

- 機能訓練支援 - 
  - SATWALKER（サットウォーカー）（がまかつ社製） - 体幹支持式歩行トレーニング装置。

- 食事・栄養管理支援 -

- 認知症生活支援・認知症ケア支援 -